# Ambrus (Słowenia)
Ambrus – wieś w Słowenii, w gminie Ivančna Gorica. W 2018 roku liczyła 249 mieszkańców.